# Fëdor Dostoevskij
Fëdor Michajlovič Dostoevskij (in russo Фёдор Михайлович Достоевский?; AFI: [ˈfʲɵdər mʲɪˈxajləvʲɪtɕ dəstɐˈjɛfskʲɪj]), nell'italiano del passato indicato anche come Teodoro Dostojevski (Mosca, 11 novembre 1821 – San Pietroburgo, 9 febbraio 1881) è stato uno scrittore e filosofo russo.
È considerato, insieme a Tolstoj, uno dei più grandi romanzieri e pensatori russi di tutti i tempi.

## Biografia

### I primi anni

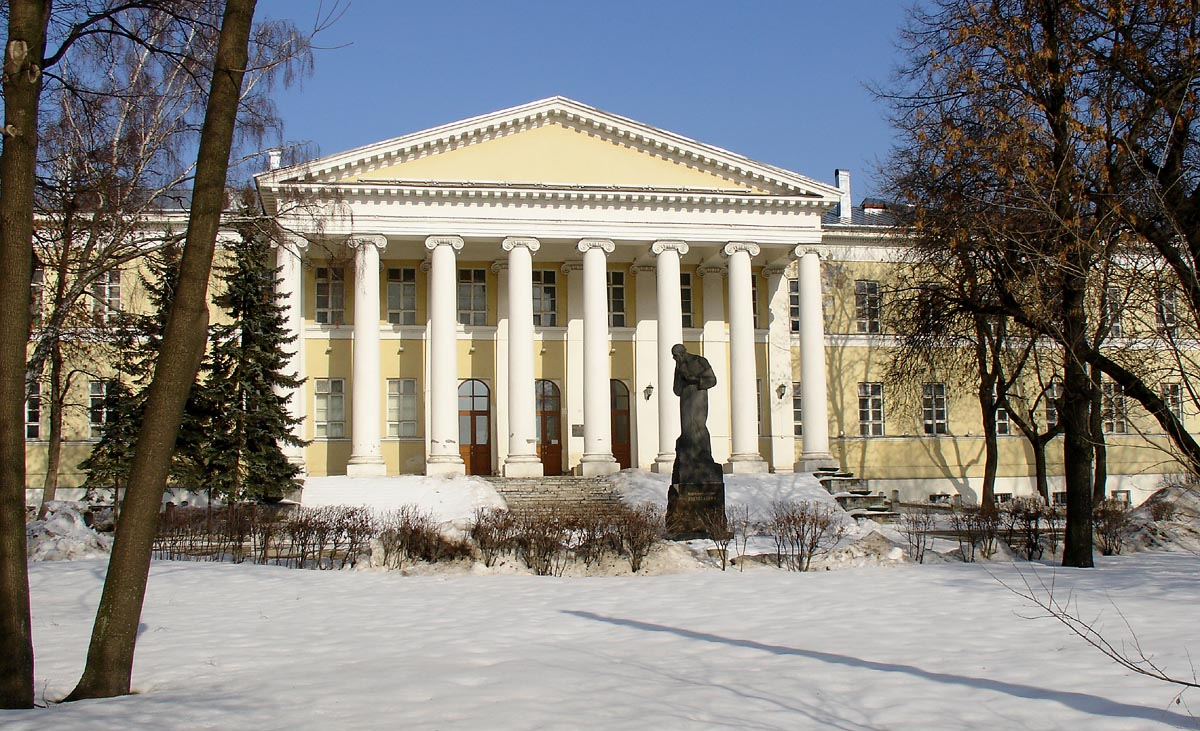
Ospedale Mariinskij a Mosca, luogo di nascita di Dostoevskij

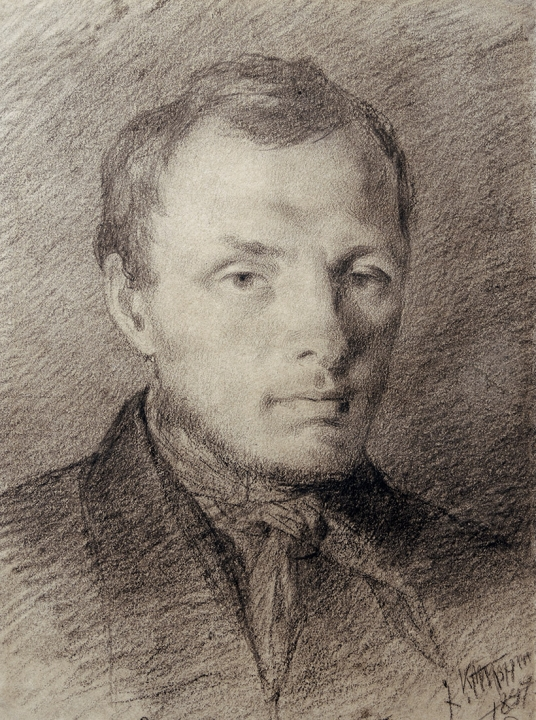
Il ventiseienne Dostoevskij in un disegno a matita di Konstantin Trutovskij

Fëdor, secondo di otto figli, nasce a Mosca nel 1821 da Michail Andreevič Dostoevskij, un medico militare russo, figlio di un arciprete ortodosso discendente da una nobile famiglia, dal carattere stravagante e dispotico che alleva il ragazzo in un clima autoritario. La madre, Marija Fëdorovna Nečaeva, proveniva da una famiglia di ricchi e prosperi commercianti russi; dal carattere allegro e semplice, amava la musica ed era molto religiosa. Sarà lei a insegnare a leggere al figlio facendogli conoscere Aleksandr Sergeevič Puškin, Vasilij Andreevič Žukovskij e la Bibbia. A Fëdor, secondogenito dopo Michail Michailovič nato nel 1820, succederanno altri sei figli: le quattro sorelle Varvara, Ljubov', Vera e Aleksandra Dostoevskaja e i due fratelli Andrej e Nikolaj.
La famiglia viveva all'interno dell’ospedale dei poveri dove il padre prestava servizio. Il piccolo Fëdor visse i suoi primi dieci anni di vita tra i poveri, i malati, l'andirivieni di un ospedale, le pause in giardino. L'esperienza lo segnò per tutta la sua vita di scrittore, ponendogli la domanda circa il paradosso della sofferenza del giusto. In quegli anni legge le Storie dell’Antico e del Nuovo Testamento e il Libro di Giobbe 
Nel 1828 il padre Michail Andreevič è iscritto con i figli nell'albo d'oro della nobiltà moscovita. Nel 1831 Fëdor si trasferisce con la famiglia a Darovoe nel governatorato di Tula dove il padre ha comprato un vasto terreno. Nel 1834, insieme al fratello Michail, entra nel convitto privato di L.I. Čermak, a Mosca. Nel febbraio del 1837 la madre, da tempo ammalata di tisi, muore e il giovane viene trasferito col fratello a San Pietroburgo entrando nel convitto preparatorio del capitano K. F. Kostomarov per sostenere gli esami d'ammissione all'istituto d'ingegneria. Il 16 gennaio 1838 entra alla Scuola Superiore del genio militare di San Pietroburgo, dove studia ingegneria militare, frequentandola però controvoglia essendo i suoi interessi già orientati verso la letteratura.
L'8 giugno 1839 il padre, che si era dato al bere e maltrattava i propri contadini, viene ucciso probabilmente dagli stessi. Alla notizia della morte del padre, Fëdor, all'età di 17 anni, ebbe il suo primo attacco di epilessia. Le crisi epilettiche lo perseguiteranno per tutta la vita. Nell'agosto 1841 viene ammesso al corso per ufficiali e l'anno seguente viene promosso sottotenente. L'estate successiva entra in servizio effettivo presso il comando del Genio di San Pietroburgo. Sono anni d'indigenza. Per sbarcare il lunario, di notte traduce l'Eugénie Grandet di Honoré de Balzac e il Don Carlos di Friedrich Schiller. Ma per opposte tendenze, elemosina e dissolutezza, il denaro non gli basta mai.
Il 12 agosto 1843 Fëdor si diploma, ma nell'agosto 1844 dà le dimissioni, lascia il servizio militare e rinuncia alla carriera che il titolo gli offre. Lottando contro la povertà e la salute cagionevole, comincia a scrivere il suo primo libro, Povera gente (Bednye Ljudi), che vede la luce nel 1846 e ha gli elogi di critici come Belinskij e Nekrasov. In questo primo lavoro, lo scrittore rivela uno dei temi maggiori della produzione successiva: la sofferenza per l'uomo socialmente degradato e incompreso.
Nell'estate Dostoevskij inizia a scrivere il suo secondo romanzo, Il sosia (Dvojnik), storia di uno sdoppiamento psichico che non ha però il consenso del primo romanzo, e a novembre, in una sola notte, scrive Romanzo in nove lettere (Roman v devjati pisem). Vedono successivamente la luce alcuni racconti su varie riviste, tra i quali i romanzi brevi Le notti bianche (Belye noči) e Netočka Nezvanova.

### L'arresto, la condanna e la grazia

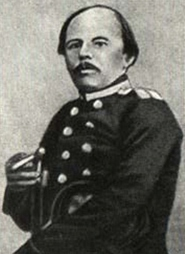
Dostoevskij in divisa militare nel 1859

Il 23 aprile 1849 viene arrestato per partecipazione al circolo Petraševskij e imprigionato nella fortezza di Pietro e Paolo. In realtà ha sì partecipato a tali riunioni, ma come incuriosito uditore, non come attivista. Il 16 novembre dello stesso anno, insieme ad altri venti imputati viene condannato alla pena capitale tramite fucilazione, ma incredibilmente il 19 dicembre lo zar Nicola I commuta la condanna a morte in lavori forzati a tempo indeterminato. La revoca della pena capitale viene comunicata allo scrittore e agli altri condannati solo quando già sul patibolo, il 22 dicembre. In una lettera al fratello, scritta lo stesso giorno, lo scrittore rivela che «ci hanno fatto baciare la croce, hanno spezzato sopra la testa le spade e ci hanno fatto la toeletta del condannato (camicie bianche). (…) Mi sei tornato in mente tu, fratello, e i tuoi cari; nell'ultimo istante tu, soltanto tu, eri nei miei pensieri, e lì ho capito quanto ti voglio bene, fratello mio caro!». L'avvenimento lo segnerà molto, come ci testimoniano le riflessioni sulla pena di morte (alla quale Dostoevskij si dichiarerà fermamente contrario) in Delitto e castigo e ne L'idiota, scritto a Firenze.
Il trauma della mancata fucilazione si assocerà alla ricaduta della malattia, con sempre più ricorrenti crisi di epilessia (una forma ereditaria di epilessia del lobo temporale che già lo aveva colpito nel 1839) che segneranno la sua esistenza, e di questo dramma si troverà traccia in alcuni romanzi, quali L'idiota nella figura del principe Myškin.
(L'idiota)

Sempre nello stesso romanzo:
(L'idiota)
In modo simile Dostoevskij scrive anche in Delitto e castigo, sempre sulla pena di morte:
(Delitto e castigo)

Ne L'idiota (dove afferma "che importa se è una malattia?") e nelle lettere egli descrive anche gli attacchi di epilessia che lo colpirono durante la prigionia, con le relative sensazioni (aura, allucinazioni) come un'esperienza mistica che gli cambiò la vita:
Graziato della vita, il 24 dicembre viene deportato in Siberia, giungendo l'11 gennaio 1850 a Tobol'sk per poi essere rinchiuso il 17 gennaio nella fortezza di Omsk. Dalla drammatica esperienza della reclusione matura una delle opere più crude e sconvolgenti di Dostoevskij, Memorie dalla casa dei morti, in cui varie umanità degradate vengono descritte come personificazioni delle più turpi abiezioni morali, pur senza che manchi nell'autore una vena di speranza. Anche i due capitoli dell'epilogo di Delitto e castigo si svolgono in una fortezza sul fiume Irtyš, identificabile con Omsk. Per quattro anni il suo ristretto universo sarà delimitato da un recinto di millecinquecento pali di quercia, lavorando alabastro, trasportando tegole e spalando neve, attorniato dalla peggior risma d'individui. «È gente rozza, esasperata e incattivita. Il loro odio per noi nobili va oltre ogni immaginazione, e perciò hanno accolto noi nobili con ostilità e un sottile piacere per la nostra disgrazia. (…) 150 nemici che non si stancavano di perseguitarci, anzi per loro era un godimento, un divertimento.» Gli è concesso un solo libro, la Bibbia ed i soli amici sono un'aquila ferita ed un cane tignoso.
Nel febbraio del 1854 Dostoevskij è liberato dalla galera per buona condotta, ma la sua salute resterà irrimediabilmente compromessa. Dovrà scontare il resto della pena, un paio d'anni, servendo nell'esercito come soldato semplice nel 7º battaglione siberiano, di stanza nella città di Semipalatinsk vicino al confine cinese. In questo periodo gli è vietata ogni pubblicazione e gli sono di grande supporto morale i libri inviatigli clandestinamente dal fratello Michail, tra cui i romanzi di Dumas e la Critica della ragion pura di Kant. Nel 1857 sposa Marija Isaeva, una donna dal carattere vivace, sognatore e impressionabile, vedova trentatreenne di un alcolista e madre di un bambino di nome Pavel.

### Il ritorno nella Russia europea

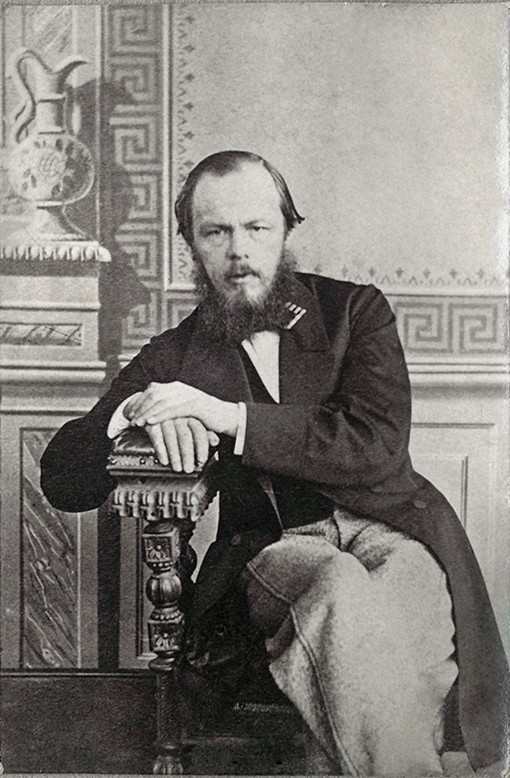
Lo scrittore nel 1863

Il 18 marzo 1859, congedato dall'esercito, lo scrittore ottiene il permesso di rientrare nella Russia europea stabilendosi a Tver', il capoluogo più vicino a San Pietroburgo poiché l'ingresso nella capitale non gli è ancora concesso. Prepara alacremente insieme al fratello Michail una riedizione delle sue opere precedenti (escluso Il sosia, che medita di riscrivere) e lavora alle sue memorie sul bagno penale: queste verranno terminate fra il 1860 e il 1861 e pubblicate fra il 1861 e il 1862 con il titolo Memorie dalla casa dei morti.
Nel 1861 scrive Umiliati e offesi - che non ebbe un gran successo, a differenza delle Memorie dalla casa dei morti - e ripristina i suoi rapporti con l'intellighenzia pietroburghese facendo amicizia con due critici già affermati, Apollon Aleksandrovič Grigor'ev e Nikolaj Strachov. Insieme al fratello fonda la rivista Vremja (Il tempo) che si annuncia come espressione dell'"idea russa", ovvero della necessità di riavvicinare l'intellighenzia alle sue radici nazional-popolari (al suo "humus" come usa dire lo scrittore) e si contrappone apertamente alle correnti occidentaliste e radicali, sostenute, tra gli altri, da Turgenev. Su questa rivista Dostoevskij pubblica Memorie dalla casa dei morti e Umiliati e offesi nel 1861, Un brutto aneddoto nel 1862 e Note invernali su impressioni estive nel 1863.
Il 21 marzo 1864, diretta dai due fratelli, esce la rivista Epocha, su cui Fëdor pubblicherà le Memorie dal sottosuolo. Nello stesso anno, il 15 aprile muore la prima moglie e, il 10 luglio, il fratello Michail, che gli lascia enormi debiti da pagare. L'anno successivo compie un viaggio in Europa, dove, cercando di risolvere le proprie difficoltà economiche, gioca disperatamente alla roulette, col risultato di peggiorare ulteriormente la sua condizione finanziaria. Cerca di sposare la sua intima amica Apollinarija Suslova, che però lo rifiuta.

### I grandi capolavori

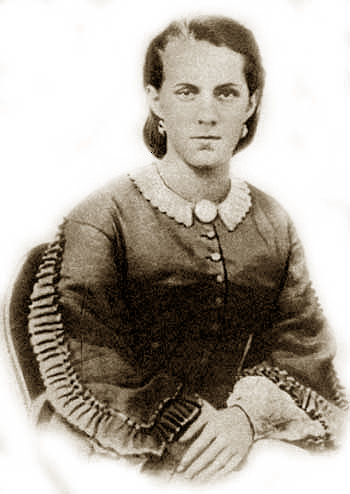
Anna Grigor'evna, la seconda moglie di Dostoevskij

Nel 1866 inizia la pubblicazione, a puntate, del romanzo Delitto e castigo. Conosce una giovane e bravissima stenografa, Anna Grigor'evna Snitkina, grazie alla quale riesce a dare alle stampe, nello stesso anno, Il giocatore, opera in cui Dostoevskij racconta le disavventure di alcuni personaggi presi dal vizio della roulette. Nel 1867, sposa Anna a San Pietroburgo e parte con lei per un nuovo viaggio in Europa, dove frequenta i casinò tedeschi, giocando d'azzardo pesantemente e perdendo tutto il suo denaro. «Anja cara, amica mia, moglie mia, perdonami, non chiamarmi mascalzone! Ho compiuto un misfatto, ho perso tutto, tutto fino all'ultimo kreuzer, ieri ho ricevuto il denaro e ieri l'ho perso.» Di passaggio a Firenze, comincia a scrivere L'idiota.
Nel 1868 nasce la figlia Sonja, che vive solo tre mesi. Il dramma della morte dei bambini è, non a caso, uno dei temi trattati nel romanzo L'idiota, portato a termine lo stesso anno. Nel 1869 nasce la seconda figlia, Ljubov' (in russo, "amore", da adulta nota anche come Aimée) e pubblica il romanzo breve L'eterno marito.

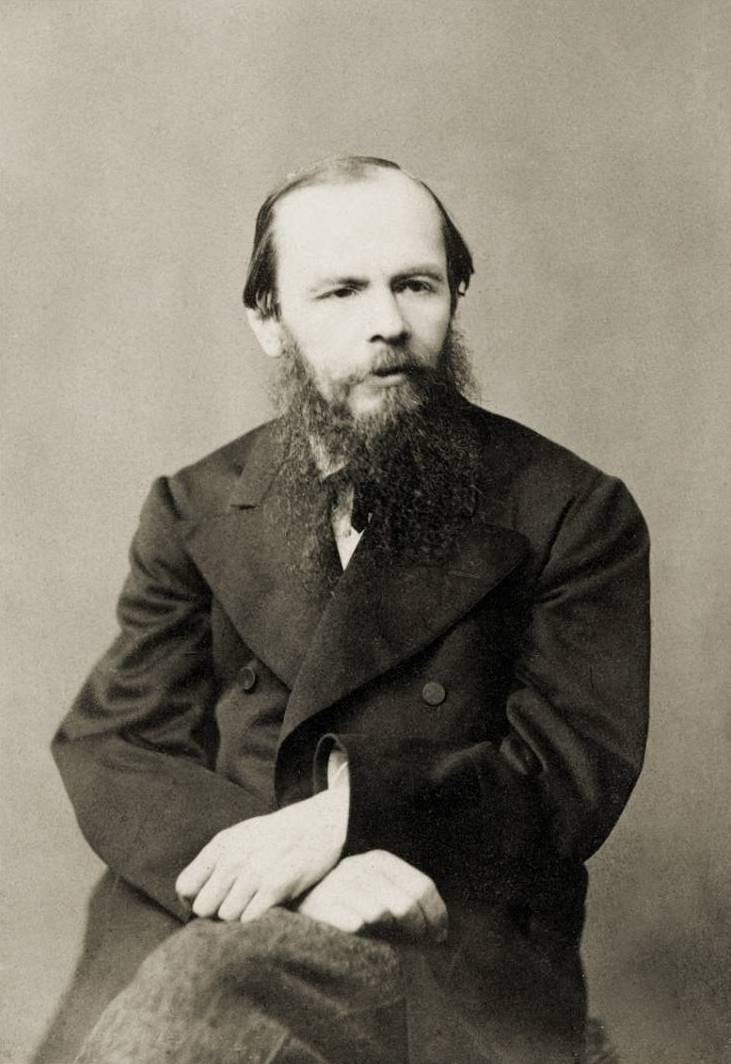
Fëdor Michajlovič nel 1876

Nel 1870 lavora intensamente al romanzo I demoni, con cui l'autore sembra rinnegare definitivamente il proprio passato di libero pensatore nichilista. Nel 1871 nasce il figlio Fëdor Fëdorovič, e Dostoevskij rinuncia una volta per tutte al vizio del gioco e, grazie agli introiti derivatigli dalla pubblicazione dei Demoni, può tornare a San Pietroburgo e affrontare i suoi creditori. Stringe amicizia con Konstantin Pobedonoscev - uno degli intellettuali più influenti e più conservatori di Russia - che di lì a qualche anno diventerà procuratore del Santo Sinodo e scomunicherà Lev Tolstoj.
(Anna Grigor'evna Dostoevskaja.)

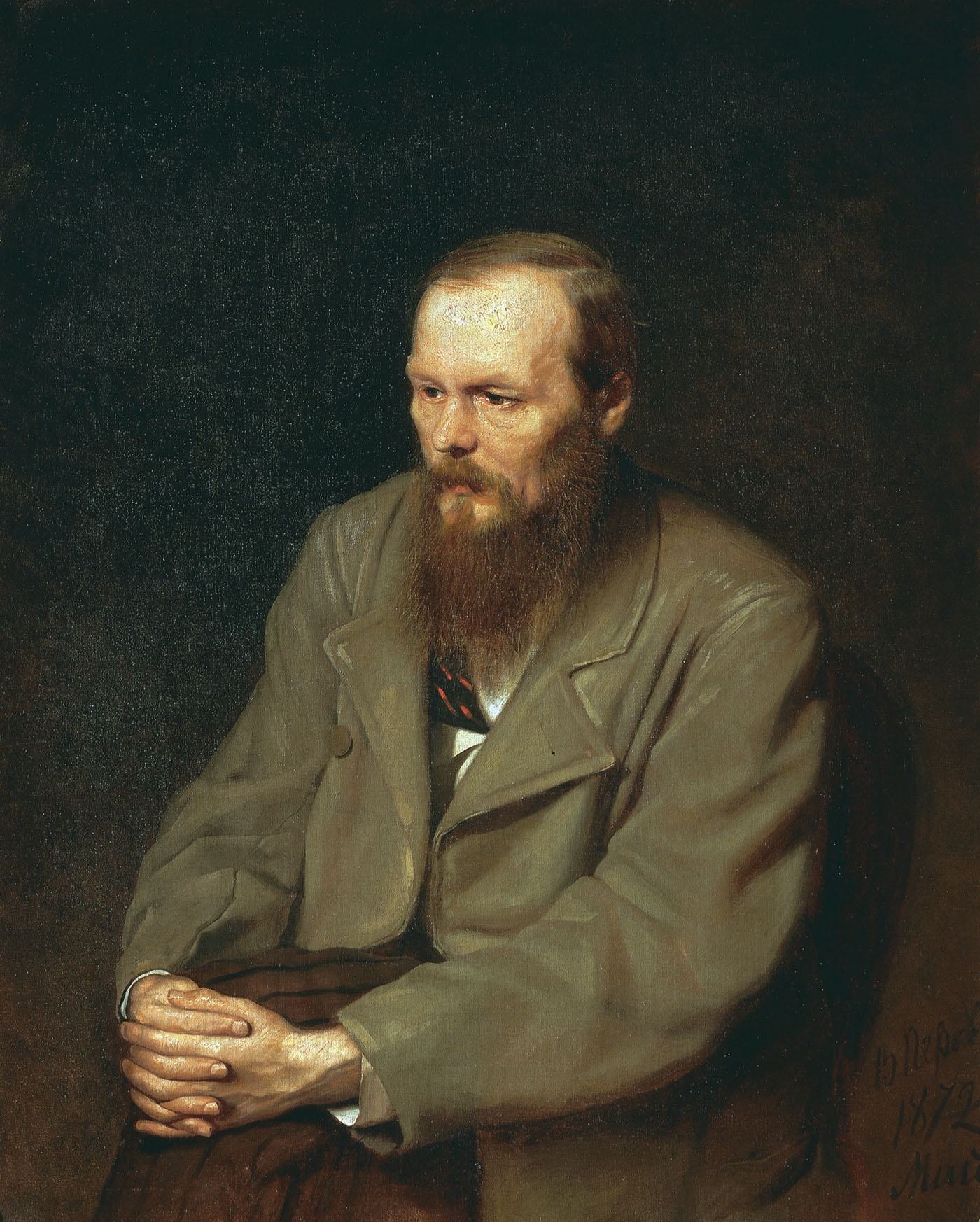
Dostoevskij ritratto da Vasilij Peróv (1872), Galleria Tret'jakov di Mosca.

Nello stesso anno Dostoevskij assume la direzione della rivista conservatrice Graždanin ("Il cittadino"), dove inizia a pubblicare dal 1873 il Diario di uno scrittore, una serie di articoli d'attualità nei quali emergerà anche un certo antigiudaismo dell'autore. Dostoevskij, come dichiarerà nel suo articolo Il problema ebraico (marzo 1877), in risposta a un attacco da parte di un corrispondente ebreo, affermerà però di non essere un antisemita razziale, e che egli non odiava «l'ebreo come popolo ma gli ebrei d'alto rango, i Re delle borse, i padroni delle banche, che influenzavano la politica internazionale; e gli ebrei usurai, gli sfruttatori delle popolazioni autoctone», citando gli esempi dei neri d'America e della popolazione lituana, ma «posso dirvi che non sono affatto un nemico degli ebrei e non lo sono mai stato». Anche nel romanzo L’adolescente, scritto in questi anni, il protagonista si lascia andare a sfoghi antisemiti: «Che immoralità c'è nel fatto che da una massa di zampe ebree, sporche e nocive, questi milioni finiscano nelle mani di un solitario deciso e ragionevole che volge sul mondo uno sguardo penetrante?». L'adolescente Arkadij cerca nell'arricchimento la sua personale via per la libertà dello spirito, volendo diventare "come Rothschild".
In questi anni stringe amicizia con il filosofo Vladimir Solov'ëv. Nel 1875 nasce il quarto figlio, Aleksej, che morirà prematuramente il 16 maggio 1878 in seguito a un attacco di epilessia, la stessa malattia di cui soffriva il padre. Sempre nel 1878 è eletto membro dell'Accademia russa delle scienze nella sezione lingua e letteratura.
Nel 1879 viene invitato a partecipare al Congresso letterario internazionale a Londra e in sua assenza, su proposta di Victor Hugo, eletto membro del Comitato d'onore. Vive, ormai in condizioni agiate, fra Staraja Russa e San Pietroburgo. Nello stesso anno gli viene diagnosticato un enfisema polmonare.

### I fratelli Karamazov e la morte
(I fratelli Karamazov)
Nel gennaio del 1879 inizia sulla rivista «Russkij vestnik» la pubblicazione de I fratelli Karamazov, il suo canto del cigno, il suo romanzo più voluminoso e forse più ricco di drammaticità e di profonda moralità. Immediatamente il romanzo fu accolto con enorme favore. La stesura continuò tuttavia con lunghe pause. A causa del peggiorare delle sue condizioni di salute nell'estate dello stesso anno si reca a Ems per curarsi.

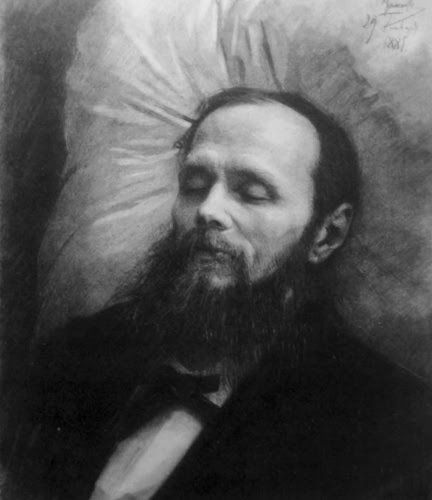
Dostoevskij sul suo letto di morte, di Kramskoj, 29 gennaio 1881.

Durante le celebrazioni in onore di Puškin nel giugno del 1880, legge un discorso composto per l'occasione, che viene accolto entusiasticamente dal pubblico e, nei giorni successivi, dalla stampa. Il numero speciale del Diario di uno scrittore contenente il discorso vende quindicimila copie.

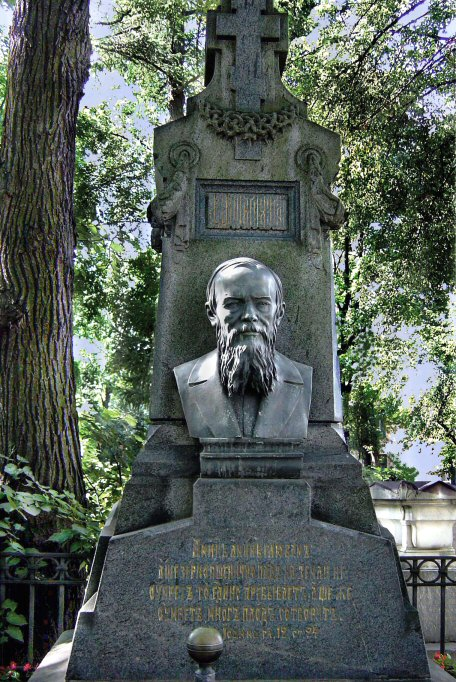
Tomba di Dostoevskij nel Cimitero Tichvin.

In autunno termina I fratelli Karamazov, e a dicembre esce in 3000 copie l'edizione in volume. In pochi giorni metà della tiratura è venduta. Nelle intenzioni dell'autore avrebbe dovuto far seguito un altro romanzo in cui il minore dei fratelli Karamazov, Alëša, sarebbe cresciuto d'età. Ma per Dostoevskij diventa sempre più difficoltoso dedicarsi al lavoro intellettuale.
Muore improvvisamente, in seguito a un repentino aggravarsi del suo enfisema, il 28 gennaio 1881 (del calendario giuliano, corrispondente al 9 febbraio nel calendario gregoriano) a San Pietroburgo, nello stesso appartamento dove ora si trova il museo di San Pietroburgo a lui dedicato. Prima di morire, Dostoevskij vuole salutare i suoi figli, Ljubov’ e Fëdor, e chiede che la parabola del figlio prodigo venga letta ai bambini nel loro futuro percorso educativo. Il significato profondo di quest'ultima richiesta è così spiegato da Joseph Frank:
La moglie Anna testimonia di aver consegnato a Fëdor (che ne aveva fatto richiesta), nello stesso mattino del decesso, il Vangelo di Tobol'sk che aveva sempre tenuto con sé; Fëdor lo apre a caso e fa leggere la moglie:
A queste parole Fëdor commenta:
(A. G. Dostoevskaja, Dostoevskij marito)
Il 12 febbraio (del calendario gregoriano, corrispondente al 31 gennaio nel calendario giuliano) gli vengono tributate esequie solenni e viene sepolto nel Cimitero Tichvin del Monastero di Aleksandr Nevskij.
Nel 1884 esce la prima edizione postuma delle sue opere complete in quattordici volumi.

## Fama, contraddizioni e pensiero
(Alëša a Ivàn in Fëdor Dostoevskij, I fratelli Karamazov)

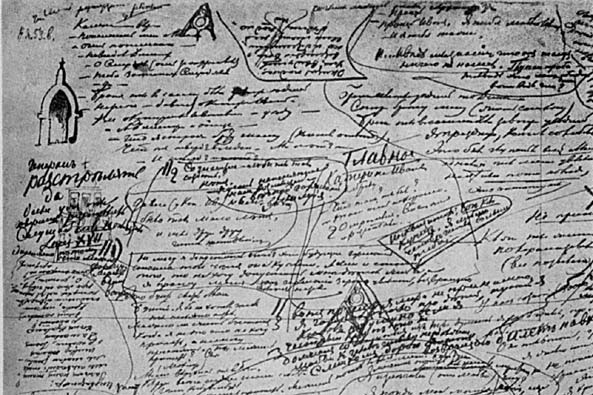
Note al V capitolo dei I fratelli Karamazov

Le opere che lo hanno reso maggiormente famoso sono Memorie dal sottosuolo, Delitto e castigo, L'idiota, I demoni e I fratelli Karamazov, e viene considerato un esponente dell'esistenzialismo e dello psicologismo. Egli fu un uomo e un intellettuale spesso contraddittorio. Identificato dapprima come voce della corrente nichilista-populista, Dostoevskij capeggiò poi le file degli intellettuali russi più conservatori di fine Ottocento. Nelle Memorie dalla casa dei morti (1859-1862) compaiono i grandi valori della tolleranza religiosa, della libertà dalle prigionie materiali e morali, della indulgenza verso i malfattori, cioè verso coloro che, pur essendosi macchiati di crimini contro la legge, sono in definitiva solamente persone più sfortunate e più infelici, e quindi più amate da Dio, che vuole la salvezza del peccatore e non la sua condanna. Tutto è dunque proiettato verso "la libertà, una nuova vita, la resurrezione dei morti...".
(Memorie dalla casa dei morti)
A distanza di vent'anni dalle Memorie, alcuni di questi aspetti caratterizzanti del pensiero del giovane e progressista Dostoevskij si rovesceranno completamente nelle riflessioni severe e conservatrici del Diario di uno scrittore (1873-1881), ossia gli articoli scritti sul Cittadino di intonazione nazionalista e slavofila, contrapposto agli "occidentalisti" russi come il vecchio amico Turgenev, e nelle sue pagine di riflessione, dove attacca gli usurai ebrei mostrando il descritto antigiudaismo, difende la Chiesa ortodossa russa come unico vero cristianesimo specie in polemica con la dottrina e la gerarchia della Chiesa cattolica (ne L'idiota il protagonista Myškin definisce il cattolicesimo come "peggiore dell'ateismo" stesso in quanto secondo lui fondato sul potere temporale del papa). Tuttavia egli ritiene di non dover giungere ad uno scontro frontale per portare il "messianismo" russo universale in Europa:
(Fëdor Dostoevskij, discorso dell'8 gennaio 1880 in onore di Puškin)

Critica poi Cavour per il modo in cui ha unito l'Italia (pur riconoscendogli doti diplomatiche) e prende posizione contro il lassismo giudiziario, polemizzando contro i progressisti che, dando la colpa di ogni violenza individuale all'ambiente sociale, chiedevano pene meno severe per gli assassini. Attacca il darwinismo sociale, il materialismo storico e il nascente superomismo, quello di Thomas Carlyle ("teoria del grande uomo"), che ispirerà Nietzsche, anche se quest'ultimo - nonostante il proprio ateismo, anti-cristianesimo e le sue peculiari idee - avrà altissima stima dell'arte di Dostoevskij (che definì "l'unico psicologo da cui avrei qualcosa da imparare"). L'idea di un uomo che si sente svincolato dai concetti di bene e male viene già stigmatizzato in Delitto e castigo nella figura del protagonista Raskol'nikov, omicida per un presunto bene superiore; Dostoevskij critica inoltre, in ambito giudiziario, soprattutto le sentenze lievi o assolutorie nei confronti di gravi reati coinvolgenti violenze famigliari sui bambini. L'autore esorta a non assolvere il peccato assieme al peccatore, mantenendo pene severe per i reati gravi, pur dichiarandosi sempre contrario alla pena di morte e pietoso verso le condizioni carcerarie.
(Diario di uno scrittore)
(Diario di uno scrittore)
(Dostoevskij inedito. Quaderni e taccuini 1860-1881)
Lo scrittore si caratterizza per la sua abilità nel delineare i caratteri morali dei personaggi che appaiono nei suoi romanzi, tra i quali spesso figurano i cosiddetti ribelli, che contrastano con i conservatori dei saldi principi della fede e della tradizione russa. I suoi romanzi sono definibili "policentrici", proprio perché spesso non è dato identificare un vero e proprio protagonista, ma si tratta di identità morali incarnate in figure che si scontrano su una sorta di palcoscenico dell'anima: l'isolamento e l'aberrazione sociale contro le ipocrisie delle convenzioni imposte dalla vita comunitaria (Memorie dal sottosuolo), la supposta sanità mentale contro la malattia (L'idiota), il socialismo contro lo zarismo (I demoni), la fede contro l'ateismo (I fratelli Karamazov).

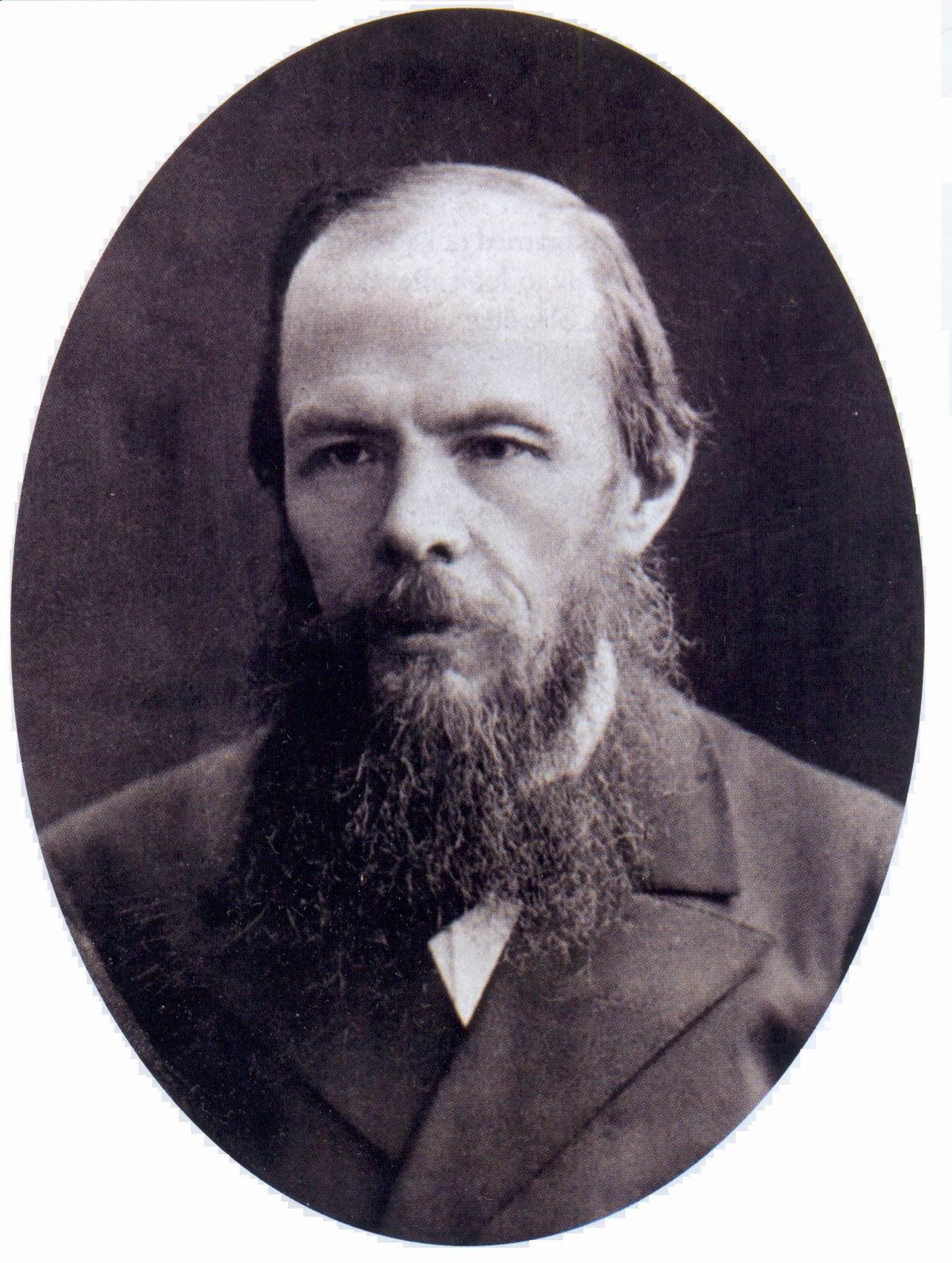
Fotografia di Dostoevskij.

Nelle opere di Dostoevskij, come nella sua esistenza, la brama di vivere si scontra con una realtà di sofferenza e si coniuga con una incessante ricerca della verità; egli scrisse: «Nonostante tutte le perdite e le privazioni che ho subito, io amo ardentemente la vita, amo la vita per la vita e, davvero, è come se tuttora io mi accingessi in ogni istante a dar inizio alla mia vita [...] e non riesco tuttora assolutamente a discernere se io mi stia avvicinando a terminare la mia vita o se sia appena sul punto di cominciarla: ecco il tratto fondamentale del mio carattere; ed anche, forse, della realtà.».

L'autore, nei suoi romanzi a differenza che negli articoli e nei saggi, cerca di non lasciar mai trasparire un proprio giudizio definitivo sui personaggi, non giudicarli direttamente, ed è questa una sua peculiarità, che ne pose il pensiero in vivace antagonismo con quello dell'altrettanto contraddittorio Lev Tolstoj. Inoltre, anche Dostoevskij – proprio come Tolstoj, pur se per vie diverse – visse un confronto continuo ed al tempo stesso un rapporto tormentoso e quasi personale con la figura di Cristo, a cui si sentiva tanto legato da affermare: 
In Dostoevskij il "sottosuolo" dell'anima è qualcosa di spaventoso che coincide con l'assolutezza del male. Scrive Giuseppe Gallo: "Sul piano dei contenuti, Dostoevskij traccia la prima implacabile anamnesi della crisi dell'uomo contemporaneo, lacerato da pulsioni contraddittorie e insanabili, privo di certezze e punti di riferimento solidi cui uniformare il proprio comportamento morale. A derivarne è una presa di distanza radicale dal razionalismo illuminista e positivista, alla cui pretesa di ricondurre le leggi della natura all'ordine della ragione lo scrittore contrappone la forza della volontà che non ammette limitazioni".

Dalla lettura di romanzi come quelli libertini del marchese de Sade egli rileva la propensione al sadismo - Sigmund Freud descriverà il grande scrittore come un masochista con tendenze minori sadiche, spesso rivolte però contro sé stesso, probabilmente basandosi sulle pagine biografiche scritte da Lev Sestov, a sua volta basatosi su presunti aneddoti riferiti da Strachov a Tolstoj ma smentiti dalla moglie Anna - e alla sopraffazione del forte sul debole presente nell'umanità, tendenza al male raffigurata poi in diversi personaggi, come il principe Valkovski di Umiliati e offesi, Svidrigajlov di Delitto e castigo e specialmente Stavrogin, coprotagonista de I demoni; essi, immorali, corrotti e al limite del crimine, sono però destinati alla crisi personale e al suicidio. L'autore è convinto che solo la fede cristiana possa attenuare il male presente nell'animo umani: «una volta ripudiato Cristo, l'intelletto umano può giungere a risultati stupefacenti» poiché «vivere senza Dio è un rompicapo e un tormento. L'uomo non può vivere senza inginocchiarsi davanti a qualcosa. Se l'uomo rifiuta Dio, si inginocchia davanti ad un idolo. Siamo tutti idolatri, non atei». Ne I fratelli Karamazov uno dei personaggi, il tormentato Ivàn Karamazov, pronuncia - in un dialogo col fratello Alëša che ha intrapreso la carriera religiosa - la celebre frase:
(I fratelli Karamazov, libro V "Pro e contro")
Ai personaggi negativi si contrappongono personaggi vivi e sfaccettati o eroi complessi ma buoni come Myškin de L'idiota, con alcuni lievi tratti biografici.
Dostoevskij è definito "artista del caos" perché i suoi personaggi hanno sempre il carattere dell'eccezionalità e permettono di avanzare in concreto quei problemi (conflitto tra purezza e peccato, tra abbrutimento e bellezza, tra caos – appunto – e senso della vita) che la filosofia discute attraverso termini di puro concetto; sono concetti che Dostoevskij incarna nei personaggi dei propri romanzi: quindi si comprende perché il grande scrittore russo sia reputato a tutti gli effetti non solo un autore di letteratura, ma anche un autore di filosofia contemporanea.
In merito ai suoi personaggi, lo stesso Dostoevskij scrive nel Diario di uno scrittore: «Non sapete che moltissime persone sono malate appunto della loro salute, cioè di una smisurata sicurezza della propria normalità, e perciò stesso contagiate da una terribile presunzione, da una incosciente autoammirazione che talvolta arriva addirittura all’infallibilità? […] Questi uomini pieni di salute non sono così sani come credono, ma, al contrario, sono molto malati e debbono curarsi», dando così risposta a chi lo accusava d'essere interessato a soggetti con manifestazioni morbose della volontà.

## Opere
Dostoevskij scrisse quattordici romanzi e diciotto racconti. Sono qui indicati i titoli italiani più comuni.

### Romanzi
- Povera gente (Бедные люди Bednye ljudi, 1846)
- Il sosia (Двойник Dvojnik, 1846)
- Netočka Nezvanova (Неточка Незванова Netočka Nezvanova, 1849), incompiuto
- Il villaggio di Stepančikovo e i suoi abitanti (Село Степанчиково и его обитатели Selo Stepančikovo i ego obitateli, 1859)
- Memorie dalla casa dei morti (Записки из мёртвого дома Zapiski iz mërtvogo doma, 1861)
- Umiliati e offesi (Униженные и оскорблённые Unižennye i oskorblënnye, 1861)
- Memorie dal sottosuolo (Записки из подполья Zapiski iz podpol´ja, 1864)
- Il giocatore (Игрок Igrok, 1866)
- Delitto e castigo (Преступление и наказание Prestuplenie i nakazanie, 1866)
- L'idiota (Идиот Idiot, 1869)
- L'eterno marito (Вечный муж Večnyj muž, 1870)
- I demoni (Бесы Besy, 1871)
- L'adolescente (Подросток Podrostok, 1875)
- I fratelli Karamazov (Братья Карамазовы Brat´ja Karamazovy, 1879-1880)

### Racconti
- Il signor Procharčin (Господи Прохарчин Gospodin Procharčin, 1846)
- Romanzo in nove lettere (Роман в девяти письмах Roman v devjati pis'mach, 1847)
- La padrona (Хозяйка Chozjajka, 1847)
- Polzunkov (Ползунков Polzunkov, 1848)
- Un cuore debole (Слабое сердце Slaboe serdce, 1848)
- La moglie altrui e il marito sotto il letto (Чужая жена и муж под кроватью Čužaja žena i muž pod krovat'ju, 1848)
- Il ladro onesto (Честный вор Čestnyj vor, 1848)
- L'albero di Natale e il matrimonio (Ёлка и свадьба Ёlka i svad'ba, 1848)
- Le notti bianche (Белые ночи Belye Noči, 1848)
- Un piccolo eroe (Маленький герой Malen'kij geroj, 1849)
- Il sogno dello zio (Дядюшкин сон Djadjuškin son, 1859)
- Una brutta storia (Скверный анекдот Skvernyj anekdot, 1862)
- Il coccodrillo (Крокодил Krokodil, 1865)
- Bobok (Бобок Bobok, 1873)
- Il bambino con la manina. Il bambino sull'albero di Natale da Gesù (Мальчик у Христа на ёлке Mal'čik u Christa na ëlke, 1876)
- Il contadino Marej (Мужик Марей Mužik Marej, 1876)
- La mite (Кроткая Krotkaja, 1876)
- Il sogno di un uomo ridicolo (Сон смешного человека Son smešnogo čeloveka, 1877)

### Raccolte di saggi
- Note invernali su impressioni estive (Зимние заметки о летних впечатлениях Zimnie zametki o letnich vpečatlenijach, 1863)
- Diario di uno scrittore (Дневник писателя Dnevnik pisatelja, 1873)

### Altro
- Dostoevskij inedito. Quaderni e taccuini 1860-1881, traduzione di Piero Cazzola, Tania Gargiulo, Anton Maria Raffo, Sergio Rinaldelli, a cura di Lucio Dal Santo, Firenze, Vallecchi, 1980.
- Lettere sulla creatività, traduzione e cura di Gianlorenzo Pacini, Collana UEF. I Classici n.2021, Milano, Feltrinelli, 1991, ISBN 88-07-82021-8.
- Un certo Dostoevskij. Biografia polifonica in lettere, diari, testimonianze, Prefazione di Paolo Nori, traduzione di Giada Bertoli, Francesca Giordano, Verdiana Neglia, Irene Verzeletti, a cura di Pavel Fokin, Novara, UTET, 2021, ISBN 978-88-511-8562-6.

## Filmografia
I romanzi di Dostoevskij, e la sua stessa vita, sono stati rappresentati diverse volte in opere cinematografiche o televisive. Di notevole interesse è L'idiota di Akira Kurosawa, e sebbene la critica lo definisca "uno dei più grandi film mancati nella storia del cinema", altrettanto unanimemente lo considera il miglior film dostoevskiano mai realizzato. Di particolare interesse sono anche Quattro notti di un sognatore di Robert Bresson, ispirato a Le notti bianche, e 40.000 dollari per non morire di Karel Reisz, liberamente ispirato a Il giocatore.
Anche il cinema indiano di Bollywood ne ha tratto ispirazione con Saawariya - La voce del destino.
Quella che segue è una filmografia parziale dei film ispirati all'opera di Dostoevskij.
- 1920 – Il principe idiota, di Eugenio Perego, da L'idiota
- 1931 – Il delitto Karamazov (Der Mörder Dimitri Karamasoff), di Erich Engels e Fyodor Otsep
- 1934 – Le notti bianche di San Pietroburgo, o La tragedia di Egor, di Grigorij L'vovič Rošal' e Vera Stroeva, da Le notti bianche
- 1935 – Delitto e castigo (Crime et châtiment), di Pierre Chenal
- 1935 – Ho ucciso! (Crime and Punishment), di Josef von Sternberg, da Delitto e castigo
- 1946 – L'idiota (L'idiot), di Georges Lampin
- 1946 – Nathalie (L'homme au chapeau rond), di Pierre Billon, da L'eterno marito
- 1947 – I fratelli Karamazoff, di Giacomo Gentilomo
- 1951 – L'idiota (Hakuchi), di Akira Kurosawa
- 1951 – Delitto e castigo (Crimen y castigo), di Fernando de Fuentes
- 1956 – La febbre del delitto, o I peccatori guardano il cielo (Crime et châtiment), di Georges Lampin, da Delitto e castigo
- 1957 – Le notti bianche, di Luchino Visconti
- 1958 – Karamazov (The Brothers Karamazov), di Richard Brooks
- 1958 – Il giocatore (Le joueur), di Claude Autant-Lara
- 1959 – L'idiota, miniserie di Giacomo Vaccari
- 1963 – Delitto e castigo [miniserie], di Anton Giulio Majano
- 1965 – Il giocatore [miniserie], di Edmo Fenoglio
- 1968 – Il sosia (Partner), di Bernardo Bertolucci
- 1969 – I fratelli Karamazov (sceneggiato televisivo), di Sandro Bolchi
- 1969 – I fratelli Karamazov (Bratja Karamazovy), di Kirill Lavrov e Ivan Pyrev
- 1969 – Così bella così dolce (Une femme douce), di Robert Bresson, Da La mite
- 1971 – I demoni (miniserie), di Sandro Bolchi
- 1971 – Quattro notti di un sognatore (Quatre nuits d'un rêveur), di Robert Bresson, da Le notti bianche
- 1974 – 40.000 dollari per non morire (The Gambler), di Karel Reisz, da Il giocatore.
- 1983 – Delitto e castigo (Rikos ja rangaistus), di Aki Kaurismäki
- 1984 – Il contemporaneo (Aikalainen), di Timo Linnasalo, da Memorie dal sottosuolo
- 1985 – Amore balordo (L'amour braque), di Andrzej Żuławski, da "L'Idiota"
- 1988 – Dostoevskij – I demoni (Les possédés), di Andrzej Wajda
- 1990 – La vendetta di una donna (La vengeance d'une femme), di Jacques Doillon, da La mite
- 1991 – Umiliati e offesi (Unižennye i oskorblënnye), di Andrei Eshpaj
- 1994 – Pagine sommesse (Tichie stranitsy), di Aleksandr Sokurov
- 1999 – Il ritorno dell'idiota (Návrat idiota), di Sasa Gedeon
- 2007 – Saawariya - La voce del destino, di Sanjay Leela Bhansali, da Le notti bianche
- 2013 – The Double, di Richard Aoyade

### Film biografici
- 1949 – Il grande peccatore (The Great Sinner), di Robert Siodmak, con Gregory Peck nel ruolo di Dostoevskij
- 2008 – I demoni di San Pietroburgo, di Giuliano Montaldo

### Citazioni
- 1960 – Rocco e i suoi fratelli, di Luchino Visconti. Il regista ha citato il romanzo L'Idiota fra le fonti d'ispirazione del suo film[36].
- 1969 – La caduta degli dei, di Luchino Visconti. Il personaggio di Martin Von Essenbeck ripercorre le vicende di Nikolaj Stavrogin de I demoni.
- 1975 – Amore e guerra (Love and Death), di Woody Allen. Varie citazioni dai romanzi di Dostoevskij.
- 1991 – La divina commedia (A Divina Comédia), di Manoel de Oliveira. Le vicende di alcuni personaggi si rifanno a Delitto e castigo ed a I fratelli Karamazov.
- 2005 – Match Point di Woody Allen. Viene citato il romanzo Delitto e castigo non solo come libro ma anche come contenuto della trama del film.
- 2010 – Il cigno nero di Darren Aronofsky. In una intervista, il regista del film ha dichiarato di aver letto e di aver preso spunto dal libro Il sosia: anche la protagonista del film Nina Seyers, interpretata dalla vincitrice del premio Oscar Natalie Portman, impazzisce perdendo il senso della distinzione tra realtà e allucinazione, a causa di una personificazione del proprio lato oscuro, incarnato da una immagine mentale di se stessa.
- 2024 - Beetlejuice Beetlejuice di Tim Burton - Il serial killer Jeremy Frazier manipola Astrid condividendo la sua passione per Delitto e Corsivo. Più tardi Beetlejuice cita lo scrittore quando manda Jeremy all’Inferno per salvare l’anima della ragazza.

## Musica
Dostoevskij è citato (erroneamente, come Michele Dostojewskij) nel testo della canzone Il siero di Strokomogoloff, scritto da Leo Chiosso su musica di Fred Buscaglione, portata al successo in Italia dallo stesso Buscaglione alla fine degli anni cinquanta.
Giocando sull'assonanza con Strokomogoloff, Chiosso usò come testimonial del siero diversi personaggi russi sufficientemente noti al pubblico italiano dell'epoca: oltre a Dostoevskij, Michele Strogoff, Nikolaj Rimskij-Korsakov, Serge Voronoff. Il brano elenca scherzosamente le molteplici proprietà di una pozione portentosa in grado di risolvere non solo i problemi di salute e i difetti estetici, ma anche i guai d'amore e la mancanza d'ispirazione degli artisti: sarebbe stata una massiccia assunzione di siero ad aver stimolato il romanziere a scrivere I fratelli Karamazov. Dostoevskij è anche il titolo di una canzone del cantautore Massimo Bubola.
Forse la più importante traduzione musicale è Da una casa di morti di Leoš Janáček (1854-1928), dalle Memorie da una casa di morti di Fëdor Dostoevskij del 1928.
Seguirono Heinrich Sutermeister, compositore svizzero, con Raskolnikov, tratto da Delitto e Castigo nel 1948, e Luciano Chailly, compositore ferrarese, con L'idiota, opera in tre atti su libretto di Gilberto Loverso, eseguita nel 1970 al Teatro dell'Opera di Roma.
Viene infine citato dal rapper italiano Kid Yugi nella canzone HAL 9000 dove viene paragonato allo scrittore più contemporaneo Haruki Murakami.